# Ellinger József
Ellinger József (Óbuda, 1820. december 3. – Újpest, 1891. április 30.) énekművész, Ellinger Jozefa édesapja, Maleczky Bianka opera-énekesnő nagyapja.

## Életpályája
Atyja szegény muzsikus volt, így Ellinger már kora ifjúságában kenyérgondokkal küzdött. 1845-ben Pozsonyba kóristának szerződtették. Abban az évben a Norma és a Belizár című operákban lépett fel, amelyekben nagy sikert aratott. 1846-ban Pestre szerződött „kardalnok”-nak, 1847-ben Bécsbe ment, 1851-ben a müncheni udvari operában vendégszerepelt, ahol II. Lajos bajor királytól sok kitüntetést kapott. Ezután Frankfurtba, majd Grazba szerződött. 1852-1853 közt Bécsben az udvari színháznál volt első tenorista. 1854-ben tért vissza Budapestre. Először az akkori Erzsébet-téri német színházban lépett fel, a Stradella című operában. A nagy siker felbátorította Ráday Gedeont, a Nemzeti Színház akkori intendánsát és szerződést ajánlott fel Ellingernek. Hét éven keresztül volt tagja a színháznak. Hét év után ellentétei támadtak az igazgatósággal és Rotterdamba költözött, négy év múlva azonban visszatért és ismét a Nemzeti Színház tenoristája lett. Egyike volt az akkori idők legnépszerűbb énekeseinek.